# Mathieu Martinez
Mathieu Martinez (* 26. Mai 1982 in Gérardmer) ist ein ehemaliger französischer Nordischer Kombinierer.
Martinez gab sein internationales Debüt 2001 im B-Weltcup der Nordischen Kombination. Bei der Junioren-Weltmeisterschaft 2002 in Schonach im Schwarzwald gewann er im Team-Massenstart die Silbermedaille und wurde Sechster im Gundersenwettbewerb. Am 1. März 2002 gab er in Lahti sein Debüt im Weltcup der Nordischen Kombination. Zwei Tage später gelang ihm in Lahti mit dem 8. Platz erstmals der Sprung unter die besten zehn. In der folgenden Saison 2002/03 gelang ihm eine weitere Leistungssteigerung. Er beendete die Saison als erfolgreichste seiner Karriere auf dem 25. Platz in der Weltcup-Gesamtwertung. In der Sprintweltcup-Gesamtwertung erreichte er den 34. Platz. Bei der Nordischen Skiweltmeisterschaft 2003 im Val di Fiemme kam er mit dem Team auf den siebten Platz. Den Gundersen-Wettbewerb beendete er auf Platz 23, im Sprint belegte er Platz 18. In den folgenden Jahren erreichte er zwar regelmäßig die Punkteränge, Erfolge oder Platzierungen auf dem Podium blieben jedoch aus. Nur im B-Weltcup, in dem er parallel an den Start ging, gelangen ihm Podiumsplatzierungen und Siege. Bei den Weltmeisterschaften 2005 in Oberstdorf wurde er 20. im Sprint. Bei der Nordischen Skiweltmeisterschaft 2007 in Sapporo erreichte er mit dem Team den 6. Platz. Im Gundersen erreichte Martinez Platz 28, im Sprint Platz 22. Nach der Saison 2007/08 beendete Martinez seine aktive Karriere.
Martinez ist verheiratet und lebt heute in Xonrupt-Longemer.